# Franco Tullio Cariolato
Franco Tullio Cariolato est un ancien pilote automobile italien.
En 1910, il remporte la cinquième édition de la Targa Florio, avec une Franco Automobili (de) 35/50HP de 5L.de cylindrée, en obtenant également le meilleur temps au tour de course durant la première des deux boucles de 148,823 kilomètres (Grand circuit des Madonies couvert deux fois, en 6 heures, 20 minutes et 47 secondes pour 297,65 kilomètres). Sur les cinq partants, deux sont à l'arrivée. Cariolato a alors déjà participé à cette course en 1907 pour la deuxième édition (sur Rapid), et en 1908 (déjà sur une Automobili Franco, l'année même du premier véhicule mis à la vente par son constructeur Attilio Franco).

## Franco Tullio Cariolato en course

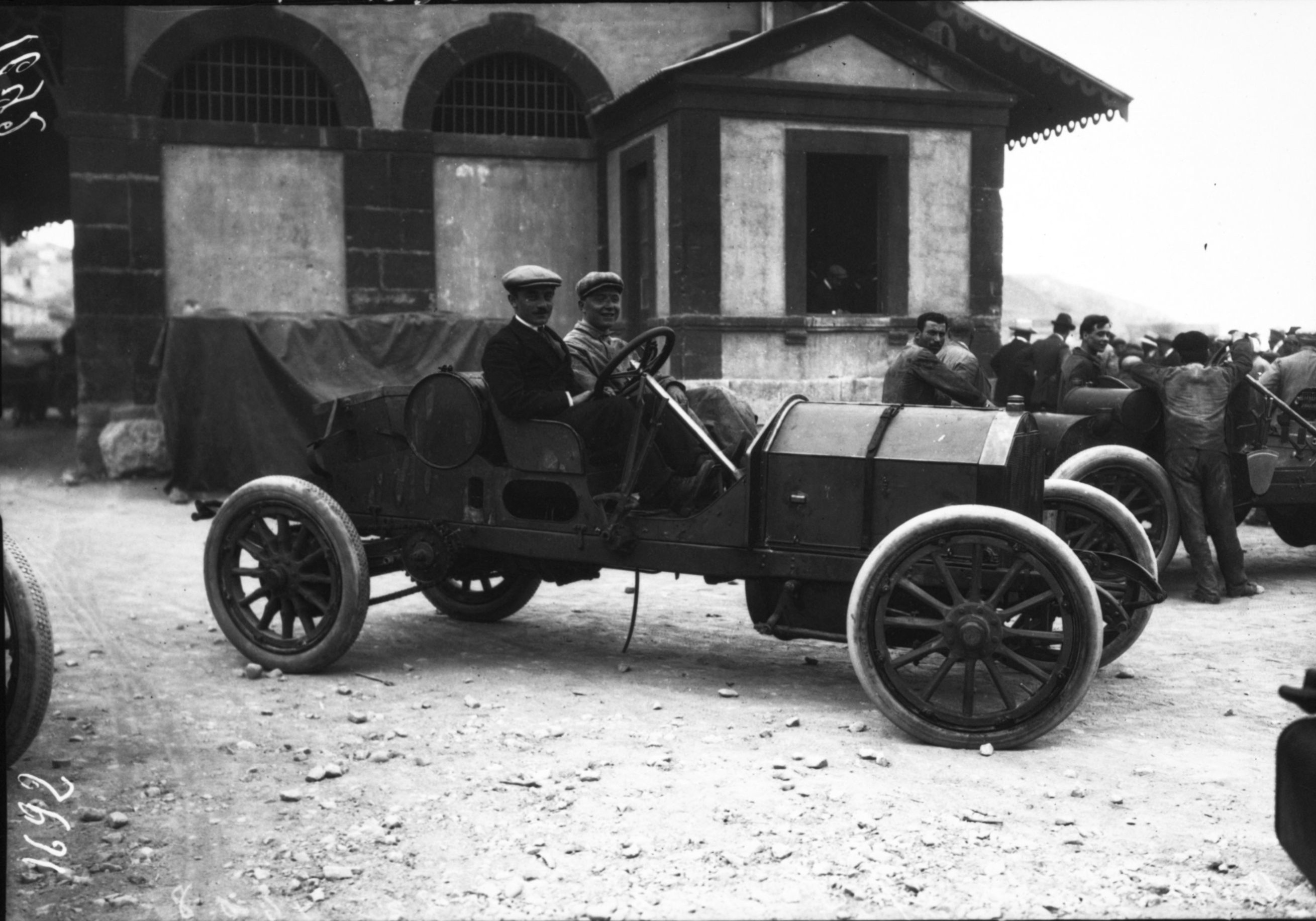
Franco Cariolato en 1908,..
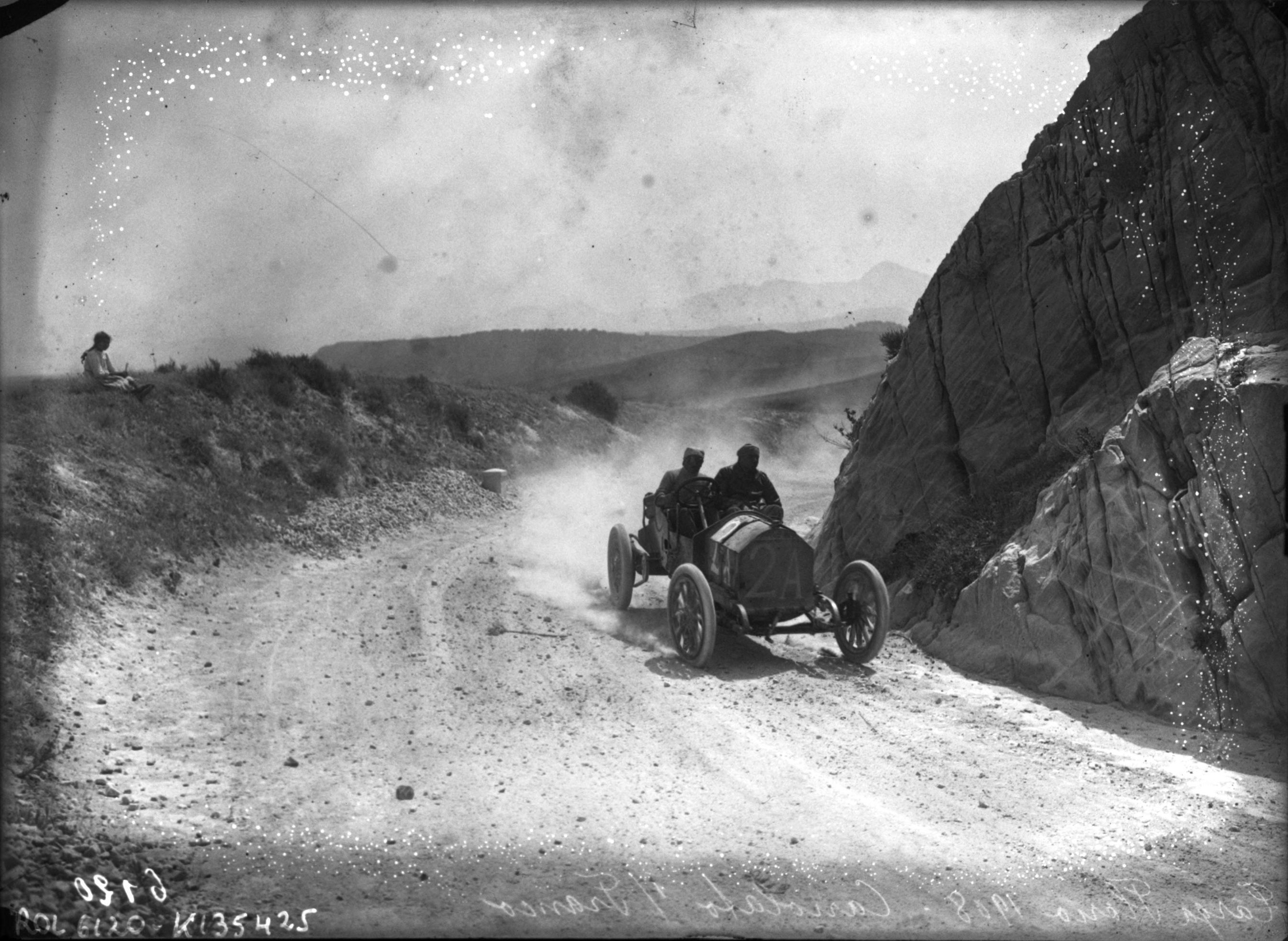
...déjà sur Franco pour la Targa Florio.